# Plectocomia macrostachya
Plectocomia macrostachya là loài thực vật có hoa thuộc họ Arecaceae. Loài này được Kurz miêu tả khoa học đầu tiên năm 1874.